# Condado de Winnebago (Iowa)
El condado de Winnebago es un condado del estado de Iowa, Estados Unidos. Tiene una población estimada, a mediados de 2022, de 10 617 habitantes.
La sede del condado es Forest City.

## Historia
Fue fundado en 1851. Debe su nombre a la tribu india del mismo nombre que residía en el área.

## Geografía
Según la Oficina del Censo, el condado tiene una superficie total de 1040 km², de los cuales 1037 km² corresponden a tierra firme y 3 km² están cubiertos de agua.

### Condados adyacentes
- Condado de Faribault, Minnesota (noroeste)
- Condado de Freeborn, Minnesota (noreste)
- Condado de Worth (este)
- Condado de Hancock (sur)
- Condado de Kossuth (oeste)
- Condado de Cerro Gordo (sureste)

## Demografía

### Censo de 2020
Según el censo de 2020, en ese momento el condado tenía una población de 10 679 habitantes. La densidad de población era de 10 hab./km².
| Raza                   | Núm.   | Porc.   |
| ---------------------- | ------ | ------- |
| Blancos                | 9665   | 90.50%  |
| Afroamericanos         | 214    | 2.00%   |
| Amerindios             | 22     | 0.21%   |
| Asiáticos              | 98     | 0.92%   |
| Isleños del Pacífico   | 3      | 0.03%   |
| De otras razas         | 257    | 2.41%   |
| De una mezcla de razas | 420    | 3.93%   |
| Total                  | 10 679 | 100.00% |

Del total de la población, el 5.56% eran hispanos o latinos de cualquier raza.

### Estimación 2018-2022
De acuerdo con la estimación 2018-2022 de la Oficina del Censo, los ingresos medios de los hogares del condado son de $62 853 y los ingresos medios de las familias son de $86 098. Los ingresos per cápita en los últimos doce meses, medidos en dólares de 2022, son de $34 966. Alrededor del 7.8% de la población está por debajo de la línea de pobreza nacional.

### Variación demográfica
| 1900   | 1910   | 1920   | 1930   | 1940   | 1950   | 1960   | 1970   | 1980   | 1990   | 2000   | 2010   | 2020   | 2022   |
| ------ | ------ | ------ | ------ | ------ | ------ | ------ | ------ | ------ | ------ | ------ | ------ | ------ | ------ |
| 12 725 | 11 914 | 13 489 | 13 143 | 13 972 | 13 450 | 13 099 | 12 990 | 13 010 | 12 122 | 11 723 | 10 866 | 10 679 | 10 617 |

## Lugares

### Ciudades
- Buffalo Center
- Forest City
- Lake Mills
- Leland
- Rake
- Scarville
- Thompson

## Transporte

### Principales carreteras
- U.S. Highway 69
- Carretera de Iowa 9

### Aeropuertos públicos
- Forest City Municipal Airport